# The Firm (album)
The Firm címmel jelent meg a brit The Firm zenekar első albuma 1985. február 11-én az Atlantic Records kiadásában. A nagylemezen sokrétű zene hallható a fúvós szekciót alkalmazó Closer című daltól a slágerré vált Radioactive-on keresztül az epikus hangvételű Midnight Moonlightig.
A lemez a Billboard 200-as listáján a 17. helyet, a brit albumlista 15. helyét érte el. A Radioactive egy hétig vezette a Billboard Mainstream Rock listáját.

## Közreműködők
- Jimmy Page – gitár
- Paul Rodgers – ének
- Tony Franklin – basszusgitár
- Chris Slade – dobok
- Steve Dawson — trombita (A1)
- Paul „Shilts” Weimar — baritonszaxofon (A1)
- Willie Garnett — tenorszaxofon (A1)
- Don Weller — tenorszaxofon szóló (A1)
- Sam Brown, Helen Chappelle & Joy Yates — vokál (B1, B4)

## Az album dalai
| 1. | Closer          | Jimmy Page, Paul Rodgers | 2:52 |
| 2. | Make or Break   | Rodgers                  | 4:21 |
| 3. | Someone to Love | Page, Rodgers            | 4:55 |
| 4. | Together        | Page, Rodgers            | 3:54 |
| 5. | Radioactive     | Rodgers                  | 2:49 |

| 1. | You've Lost That Lovin' Feeling (The Righteous Brothers cover) | Barry Mann, Phil Spector, Cynthia Weil | 4:33 |
| 2. | Money Can't Buy                                                | Rodgers                                | 3:35 |
| 3. | Satisfaction Guaranteed                                        | Page, Rodgers                          | 4:07 |
| 4. | Midnight Moonlight                                             | Page, Rodgers                          | 9:13 |

## Listahelyezések

### Album
| Chart (1985)          | Peak position |
| --------------------- | ------------- |
| Brit albumlista       | 15            |
| Svéd albumlista       | 21            |
| Kanadai top 100 lista | 16            |
| Billboard 200         | 17            |
| Dutch albumlista      | 51            |

### Kislemezek
| év   | cím                     | lista                     | hely |
| ---- | ----------------------- | ------------------------- | ---- |
| 1985 | Radioactive             | Brit kislemezlista        | 76   |
| 1985 | Radioactive             | Billboard Top Rock Tracks | 1    |
| 1985 | Radioactive             | Billboard Hot 100         | 28   |
| 1985 | Radioactive             | Cash Box Top 100 kislemez | 28   |
| 1985 | Radioactive             | Kanadai RPM Top 100 dal   | 75   |
| 1985 | Closer                  | Billboard Top Rock Tracks | 19   |
| 1985 | Satisfaction Guaranteed | Billboard Top Rock Tracks | 4    |
| 1985 | Satisfaction Guaranteed | Billboard Hot 100         | 73   |
| 1985 | Satisfaction Guaranteed | Cash Box Top 100 kislemez | 78   |